# Heringsbuden

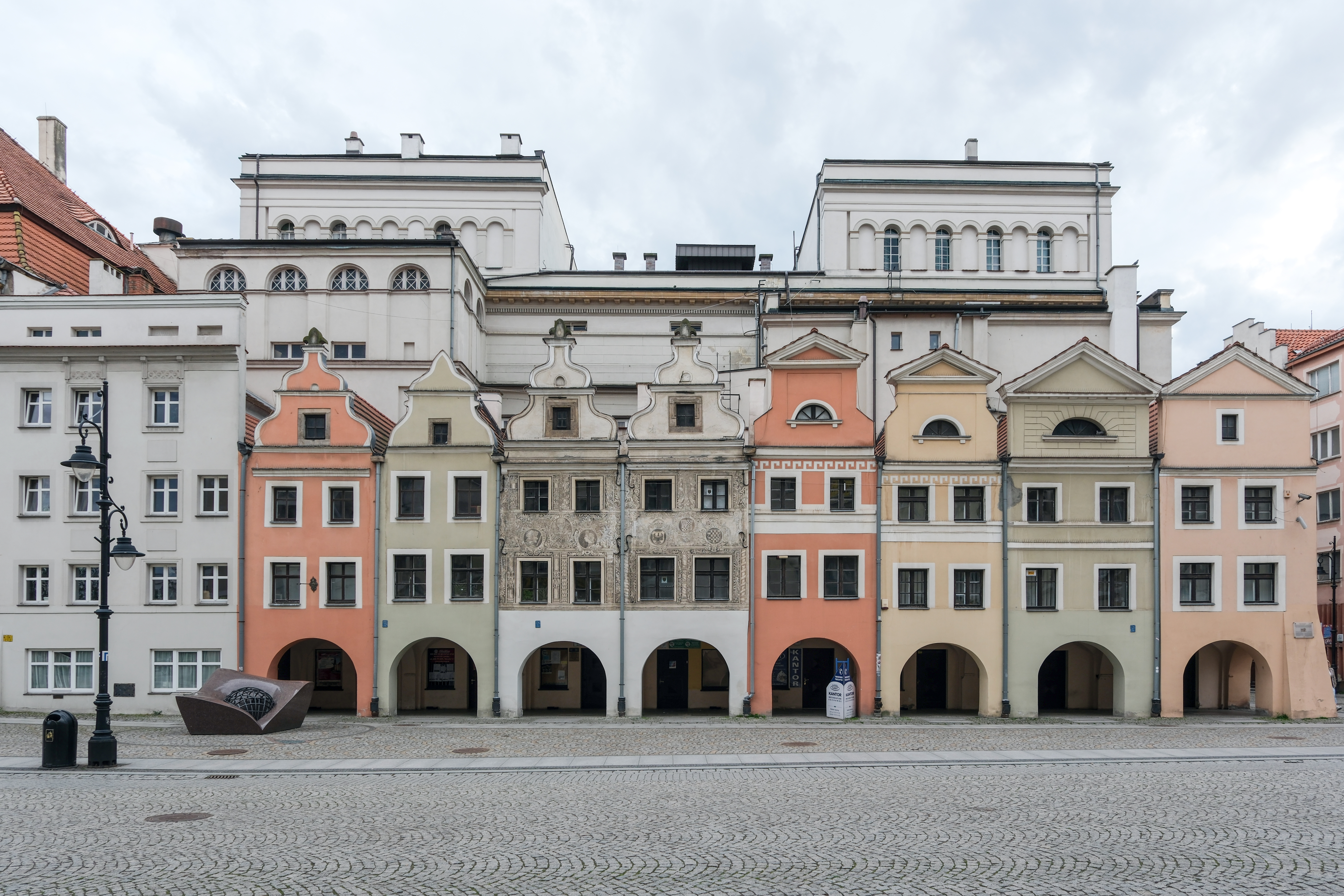
Heringsbuden (2025)

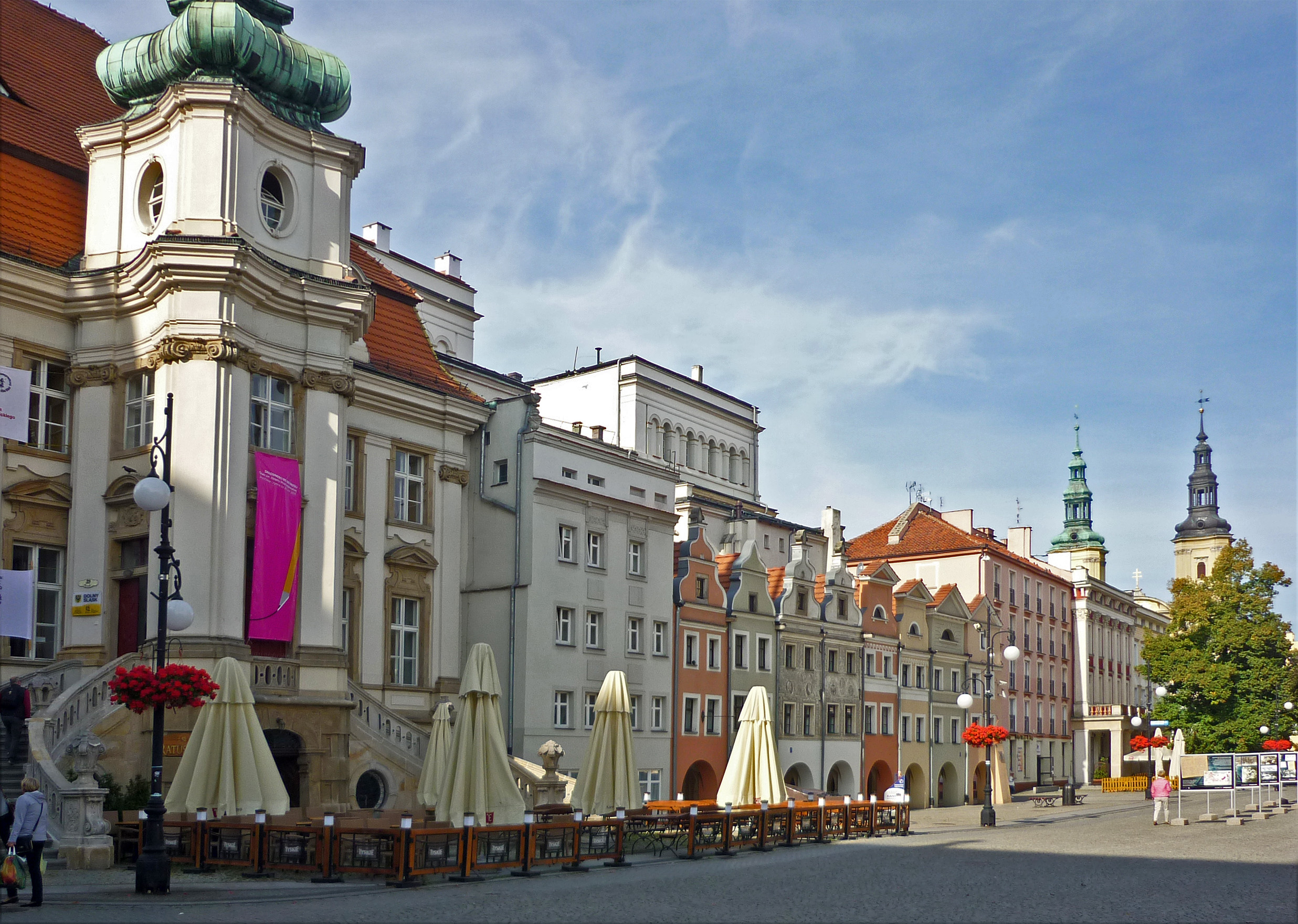
Lage der Heringsbuden am Liegnitzer Ring

Die Heringsbuden (poln. Kramy Śledziowe) ist eine Häusergruppe, bestehend aus insgesamt acht Häusern, am Ring in der niederschlesischen Stadt Legnica (dt. Liegnitz).

## Lage
Die acht Häuser liegen im inneren Block des Liegnitzer Rings. Sie liegen in direkter Nachbarschaft zum Alten Rathaus und dem Stadttheater. Sie sind unter der Adresse Rynek 24–31 zu finden.

## Geschichte und Architektur
Die Häusergruppe entstand im 16. Jahrhundert anstelle von mittelalterlichen Fischständen. Erstmals im Jahr 1574 erwähnt, wurden die Häuser in den folgenden Jahrhunderten mehrmals umgestaltet. Hierdurch besitzen einige eine Gestaltung im Stil der Renaissance, die anderen eine klassizistische Fassade. Die vier klassizistischen Heringsbuden erhielten ihr Äußeres vorwiegend im 18. Jahrhundert.
Die Häuser besitzen allesamt drei Geschosse, einen gemeinsamen Laubengang sowie Giebel im Stil des Barocks oder des Klassizismus.
Erhalten haben sich an zwei Häusern Bilder in Sgraffitotechnik, ähnlich wie die des Hauses zum Wachtelkorb am Liegnitzer Ring. Die Bilder stammen aus dem Jahr 1570, wurden aber später mit Gips bedeckt. Erst 1934 wurden sie wieder freigelegt. Zu finden ist dort unter anderem das Wappen des Herzogtums Liegnitz-Brieg.